# Fontana del Pescatorello
La fontana del Pescatorello si trova in piazza del Duomo a Prato.
La fontana è realizzata in marmo con animali marini dominata dalla scultura di un giovane pescatore, disegnata da Mariano Falcini e scolpita da Emanuele Caroni e Ulisse Cambi. Su un basamento ottagonale è posta una grande vasca circolare con ai lati due cigni.
Al contrario la vecchia fontana, opera di Ferdinando Tacca, demolita per essere sostituita dal quella attuale, era posta in posizione defilata e laterale, sulla testa del largo Carducci.
I pratesi l'hanno soprannominata anche fontana del Papero per i cigni scolpiti sul bordo delle vasche.

## Galleria d'immagini

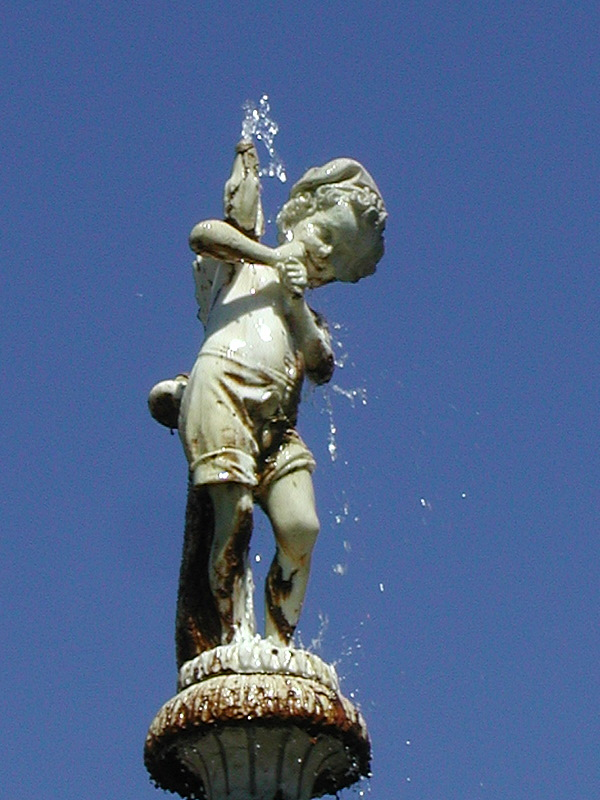
particolare del pescatorello
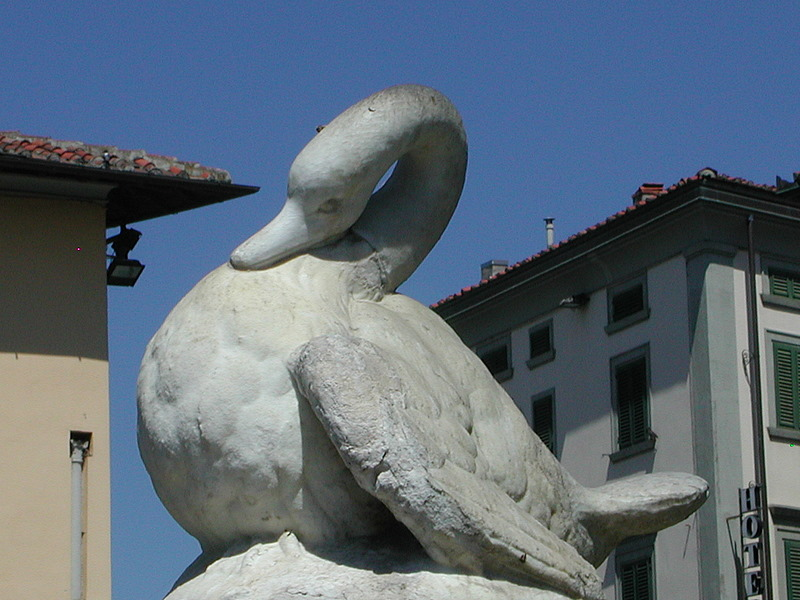
particolare di uno dei cigni
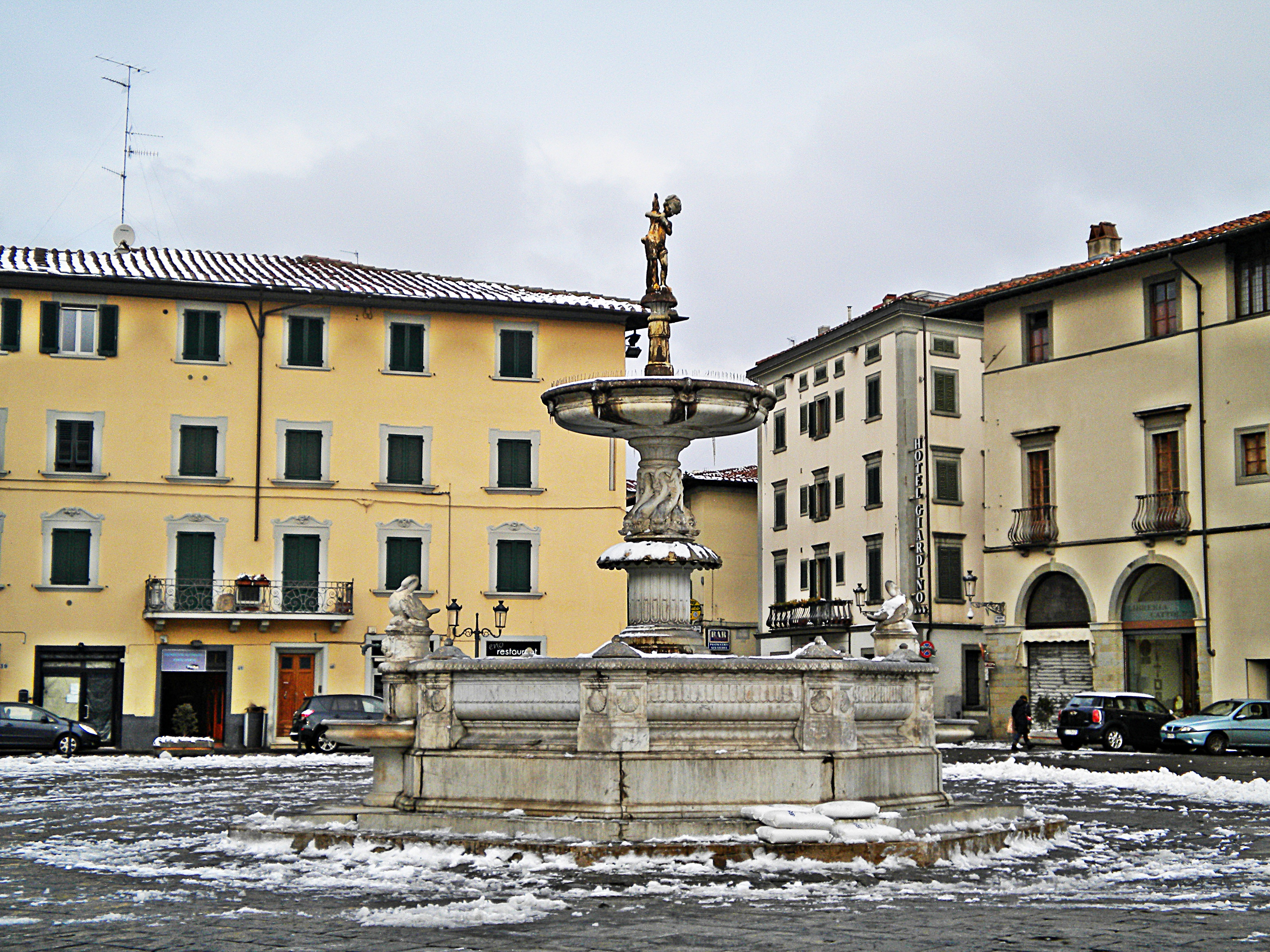
visione d'insieme
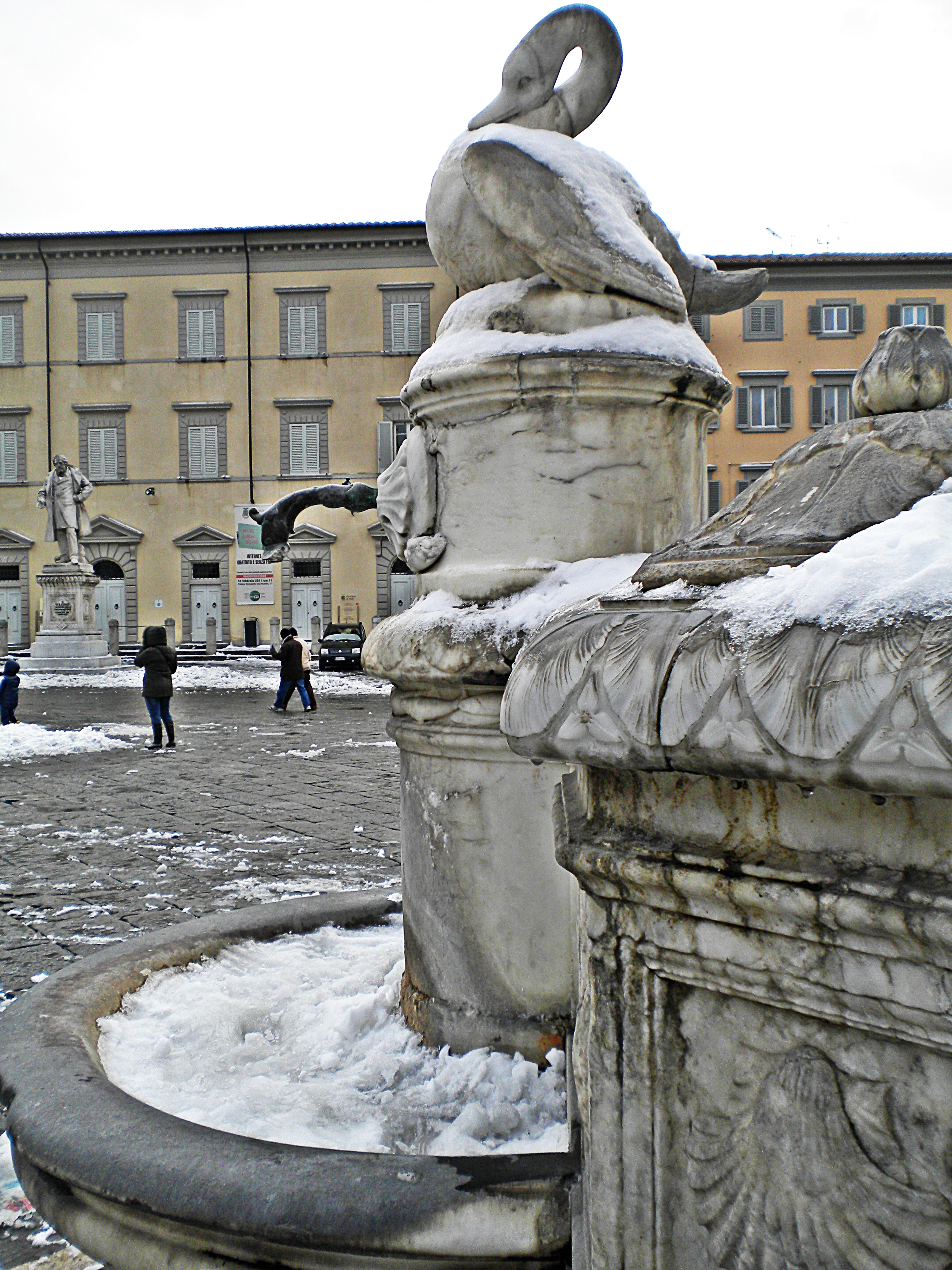
particolare
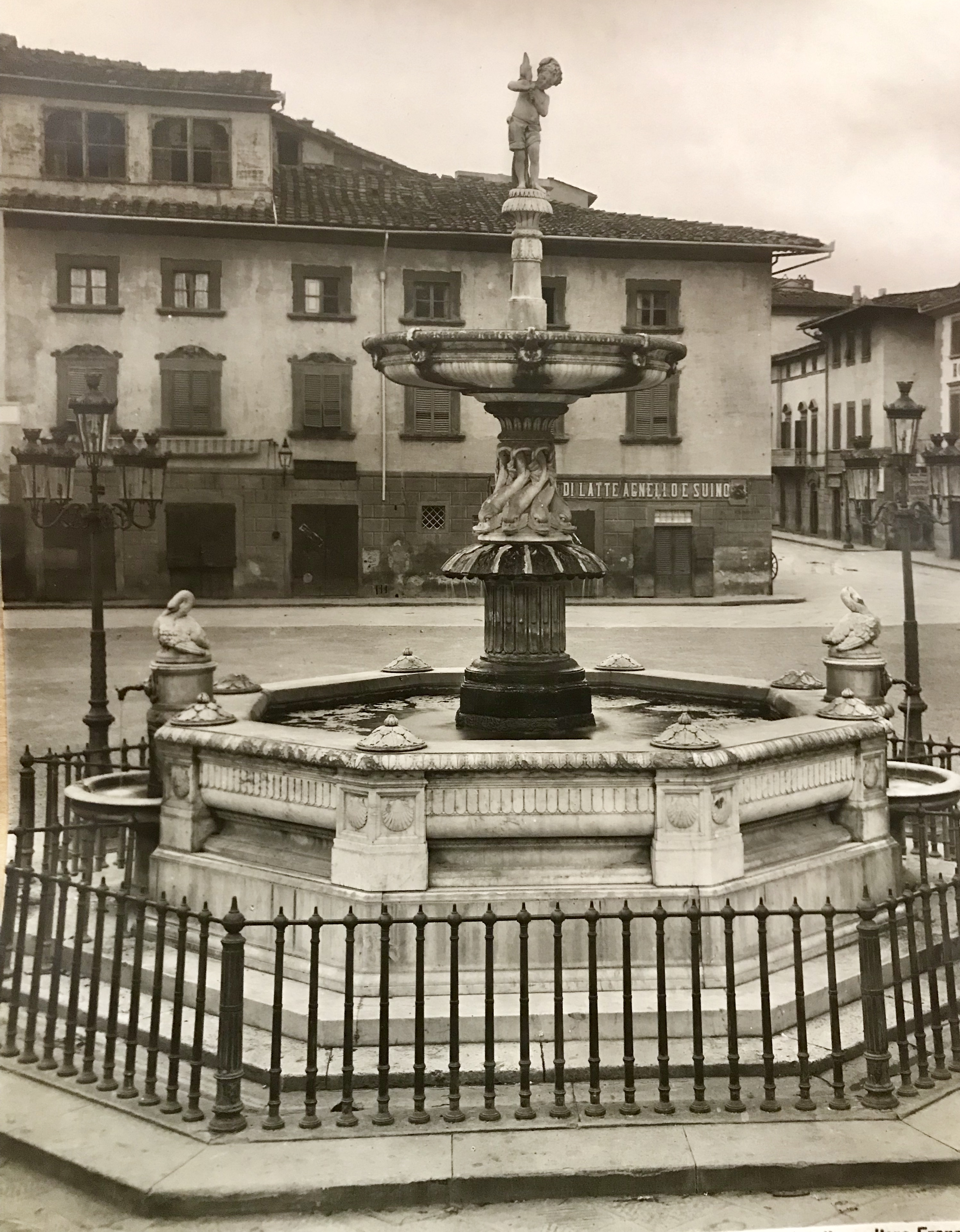
la fontana agli inizi del '900